# Apócrypha (Argentina)
ApócryphA (Punilla, Córdoba, Argentina) es una banda de heavy metal fundada en el año 1996. Tuvo reconocimiento por ser la ganadora del concurso nacional de rock "La Argentina (2010)" del programa "La Viola" (Canal de TV "TN", del año 2010). Cuenta con 4 álbumes de estudio editados hasta la fecha.

## Historia
Apócrypha se formó a finales de 1995 en Villa Giardino, Córdoba, donde dos compañeros de colegio, Javier Oliva y Horacio Badaluzzi, tocando guitarra y bajo respectivamente, se reunían a tocar en la casa de uno de ellos. Hicieron versiones de Hermética, Metallica y otras bandas nacionales e internacionales de Heavy Metal, esperando encontrar un baterista dispuesto a unírseles. 
A principios de 1996, el grupo conoce al baterista Omar Fernández, también de Villa Giardino. En muy poco tiempo iniciaron los ensayos y empezaron a componer sus primeras canciones, de los que surgen "La insaciable impunidad", "Aniquilación Colectiva" y "La Vida Es Sueño", quedando establecida la banda.
El 20 de septiembre de 1996 realizaron su debut interpretando sólo versiones de bandas conocidas, entre ellas Hermética, A.N.I.M.A.L.y Sepultura, logrando una muy buena respuesta de la gente.
A mediados de 1998, pasó por la banda Tomas Lucerna como guitarra base y se retiró a finales del mismo año.
A Principios de 1999 José "Kuervo" García (Ex- "El Grial") reemplazó momentáneamente a Omar. Al regreso del segundo, José se unió a la banda como guitarrista y haciendo los coros. A fines del mismo año la banda grabó su primera producción titulada "La Vida Es Sueño" de manera independiente, conteniendo seis temas, el que da título a la producción, un tema instrumental y cuatro covers. Al poco tiempo, Jose "Kuervo" Garcia dejó la banda volviendo ésta a su formación original.
Durante el 2000 Apócrypha continuó sus presentaciones como un trío hasta que en diciembre de ese año se unió a la banda Anibal Zanni como viola base y voz, incorporando temas de su autoría al repertorio del grupo.
En julio de 2001 la banda graba su segunda producción - demo titulada "Apócrypha 2001" que contiene tres temas propios entre los que está una nueva versión de "La Vida Es Sueño", también de manera independiente.
En mayo de 2002 Anibal se alejó del grupo, volviendo Apócrypha una vez más a su formación original.
A principios de 2003 la banda sacó a la luz su tercera producción, su primer álbum, que contiene 12 temas propios y un bonus track , de manera independiente, titulada "Cabezas De Metal" 
En diciembre de 2003, con la ayuda de Hernán Hornicky, participaron del compilado "Hermandad Metálica" de la revista "Metálica Zine" de Bs.As, editada por Fabian de la Torre, que se distribuyó en formato CD de manera gratuita por todo el país y parte del exterior, junto a otras bandas como Manowar, Tren Loco, Jason, Ariel Ranieri, Corsario, Montreal, entre otras, lo que permitió a la banda hacer llegar su música a muchos lugares a los que hubiera sido imposible de otra manera, y gracias a esto la banda empezó a participar en muchos recitales por el interior del país.
También participaron con el tema "Cabeza de Metal" del compilado de la revista Infected Voice de Perú, lo que permitió difundir el quehacer de la banda hacia otro país.
En diciembre de 2004, por motivos personales, Omar decide alejarse de la banda, por lo que después de una ardua y difícil búsqueda, en marzo de 2005, se incorporó Pablo Canales a la batería, con el que siguen trabajando en nuevas canciones de cara a otra producción demo titulado "En Ensayo", que sólo fue distribuido entre amigos y conocidos a modo de hacer saber que la banda seguía en marcha a pesar de los cambios.
En enero de 2007 hacen su primera gira por el exterior presentándose en Cochabamba, Bolivia, y tuvieron que suspender una actuación en Santa Cruz de La Sierra por problemas climáticos. Esto fue una oportunidad de mostrar lo que se hace por otros lares, una experiencia inolvidable, con altas posibilidades de repetirse, junto a otras bandas de la escena nacional.
En septiembre de 2008, sacan del estudio un nuevo álbum, titulado "Convicción Salvaje", que al igual que su antecesor, contiene 13 temas, doce propios y un cover versionado. Comenzado a grabar en el año 2006, un disco un poco más crudo y pesado que el anterior, con partes instrumentales más trabajadas, un poco más thrashero y con algunos toques de speed, grincore y black, procedentes de las influencias de Pablo, que es un amante de ésos géneros, material editado también de manera independiente.
A mediados de 2009 se incorpora a la banda, en la segunda guitarra un gran amigo del grupo, Pablo Giribaldi, retornando a la formación de cuarteto y con quien ya empiezan a trabajar nuevas canciones pensando en una futura placa.
En noviembre de 2010 con el videoclip "Salvaje Convicción", editado el año anterior, son elegidos para participar del concurso "Rock de La Argentina 2010" Organizado por el programa "La Viola", del canal Todo Noticias conducido por Bebe Contepomi y el sello discográfico Pop Art del que resultaron finalistas y fueron convocados a un show en vivo en La Trastienda Club, ante un jurado conformado, por Adrián Barilari de Rata Blanca, Marcelo Moura de Virus, El Mono de Kapanga, Manuel de Estelares, Mariano de Dread Mar-I, Leo Garcia, O'Connor, entre otros, resultando ganadores del concurso. Las bandas finalistas que se presentaron fueron 9, de distintos rincones del país, de un total de casi 4 mil bandas concursantes. El premio resultante fue la grabación de un nuevo álbum, bajo el sello Pop Art.
En febrero de 2011 son convocados para participar del escenario principal temático de Metal, donde comparten escenario con bandas como Almafuerte, Logos, Horcas, Viticus, Tren Loco, entre otras. El show fue filmado y grabado, con lo que editaron el primer DVD de la banda, titulado "En Vivo Cosquín Rock 2011".
En abril del 2011 comienzan las grabaciones en el estudio Supercharango de Anel Paz, bajo la mano de Federico "Tío" Ariztegui, las cuales fueron 3 jornadas de 8 horas para grabación y 3 de la misma duración para la mezcla. Luego Anel y Ariztegui se encargaron de Masterizar el disco. 
A fines de ese año, mientras estaban en la espera de que se lance el álbum ya grabado, deciden compilar todos los covers grabados alguna vez por la banda, tanto en shows como en demos, a modo de Antología, lo que dio lugar a "Covres", un disco doble, repasando las diferentes versiones que la agrupación hizo de canciones populares del Metal. 
En noviembre de 2012 sale a la calle bajo Pop Art y Sony Music el Tercer álbum de la banda, titulado "A Los Motores Del Metal", en homenaje a los medios de difusión, también conformado por 13 temas, entre los que se incluye una versión de "La Venganza De Tus Sueños" una canción de Sentencia, banda cordobesa de los 90, muy influyente en aquellos años.
Por esos momentos, la banda se emprendió en un proyecto conjunto con tres bandas más de la provincia Cordobesa, las cuales eran Hammer, Eterna Agonía y GTX, agrupaciones que estaban pasando un buen momento de popularidad en esos años, bautizado de forma Irónica "El Bifor", en referencia a la popular gira norteamericana, de una de esas noches, el show fue grabado y ApócryphA lo editó como "El Bifor".
En febrero de 2013, realizaron un show semi acústico en "Barbol", en La Falda, versionando las canciones en otros ritmos, entre ellos Tango, Folclore latinoamericano y Rock N Roll, el cual fue también filmado y grabado en Multipista, que fue editado en abril del mismo año como "Desdistorsionado".
En marzo del 2014 Badaluzzi se aleja de la banda, dando su lugar a Eric Martinez al bajo, un amigo de la agrupación que ya lo venía cubriendo en diferentes shows en los que el no podía participar.
En el año 2016 se emprenden en una gira nacional festejando los 20 años de la banda, dando show por diferentes lugares del País, terminándolo con un festival en Villa Giardino, en enero de 2017, que fue filmado y editado en formato Dvd Digital, titulado 20 Años, repasando la historia musical de la banda, y combinando lo filmado en los diferentes lugares visitados. Luego de este show, Martinez abandona la banda, por lo que fue cubierto temporalmente por Leando Gomez Alvarez, para cumplir los show ya pactados que vendrían.
Luego de un paso fugaz de Sofia Tisano en el bajo, en el año 2018, en marzo de 2020 se incorpora al bajo "Cesar Guzman", exintegrante de Eterna Agonía, y de varios proyectos anteriores, con quien se proponen trabajar las nuevas canciones de cara a un futuro álbum. A fines del 2021 entran a grabar y lanzan en formato single las primeras canciones, "Cinco Lustros" en julio del 2022, "La Industria" en Octubre del mismo año, "Blanco De Alma"en agosto de 2023 y "Contra Las Cuerdas"en marzo de 2024, luego de lo cual se dedican a terminar lo que será su futuro álbum
En agosto de 2024 publican su cuarto álbum titulado "Insanias", el que está conformado por 13 temas, entre los que se incluye una versión de "El Arrepentido" de León Gieco, con la participación de grandes invitados, como Renzo Favaro, vocalista de Jeriko y de Fughu, entre otros proyectos, Fabian Mansilla, cantante de Eterna Agonía y Jimena Manso, cantante de Tismo.

## Discografía

### Álbumes
- Cabezas De Metal (2003)
- Convicción Salvaje (2008)
- A Los Motores Del Metal (2012)
- Insanias (2024)

### Demos, Ep, Compilados, Split
- La Vida Es Sueño - Demo (1999)
- ApócryphA - Demo (2001)
- En Ensayo - Demo (2005)
- Covres - Antologia (2011)
- Desde Las Tinieblas se Exxecutor la Profesia ApócryphA (2016)

### En Vivo y DVD
- En Vivo Cosquin Rock - DVD (2011)
- El Bifor - En Vivo (2012)
- Desdistorsionado - Acustico (2013)
- Tributo Motorhead - En Vivo (2016)
- 20 Años - En Vivo - DVD (2017)

## Integrantes

### Formación actual
- Javier Oliva - Guitarra y voz
- Pablo Canales - Batería
- Pablo Giribaldi - Guitarra y Voces
- Cesar Guzman - Bajo

### Músicos anteriores
- Tomas Lucerna (1998) - Guitarra
- Jose Garcia (1999) - Batería/Guitarra
- Anibal Zanni (1999/2001) - Guitarra/Voz
- Omar Fernandez (1996-2004) - Batería
- Horacio Badaluzzi (1996/2014) - Bajo
- Eric Martinez (2014/2017) - Bajo
- Sofia Tisano - (2018) - Bajo

## Premios y nominaciones
| Año  | Trabajo nominado | Premio                               | Categoría                           | Resultado |
| ---- | ---------------- | ------------------------------------ | ----------------------------------- | --------- |
| 2010 | ApócryphA        | 1.º Premio Rock de La Argentina 2010 | Banda de Rock independiente del año | Ganadores |